# Sudatorium

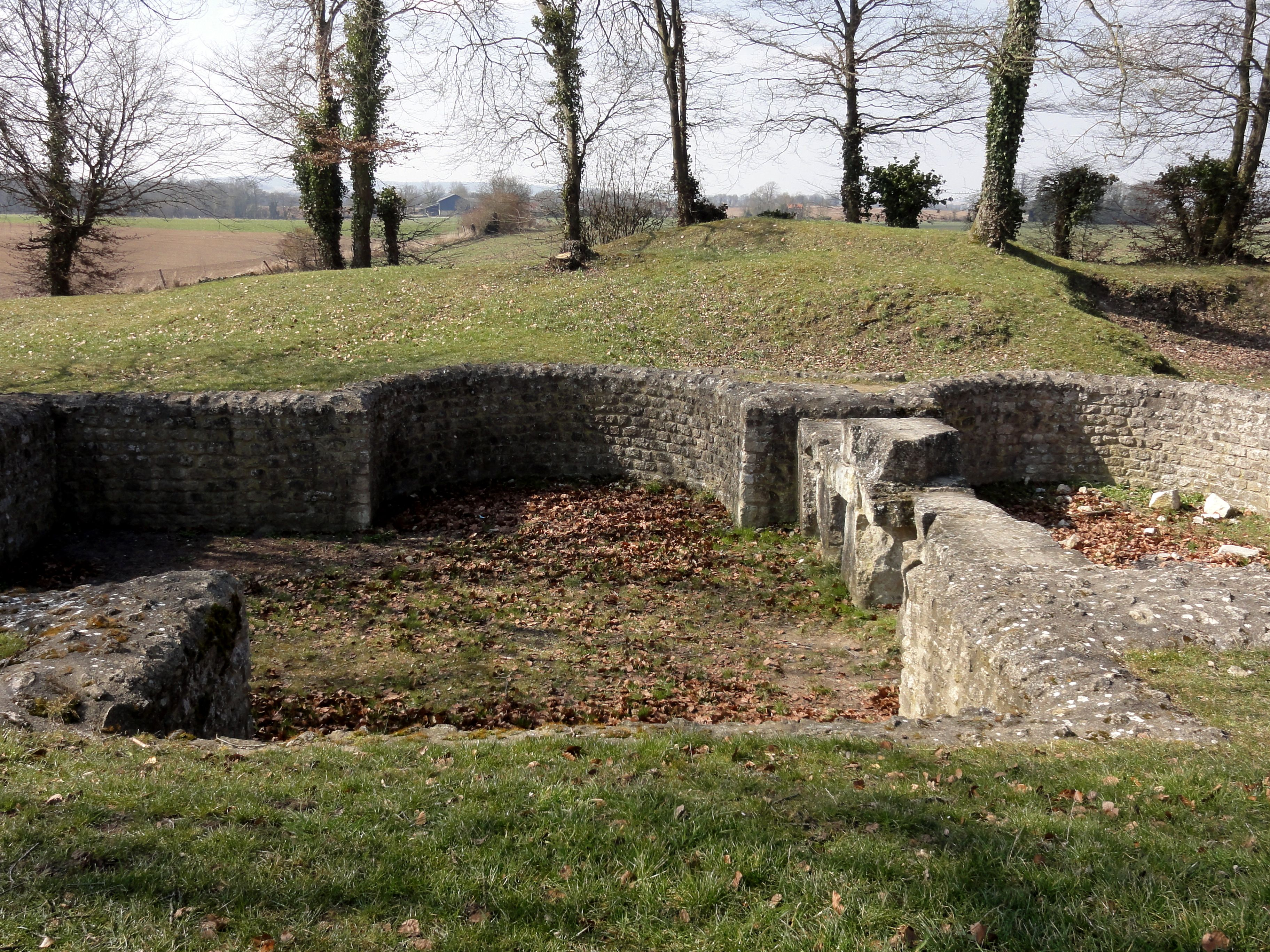
Ruinas de un sudatorium en las termas de Champlieu (Francia)

En arquitectura, un sudatorium es una sala de sudoración abovedada de los baños o termas romanos. El escritor romano Vitruvio (v. 2) se refiere a ellos como concamerata sudatio.
Con el fin de obtener la gran cantidad de calor necesaria, toda la pared estaba alineada con tubos verticales de sección rectangular de terracota, colocados uno al lado del otro, por los que el aire caliente y el humo de la suspensura eran expulsados por el techo.
Cuando los árabes y los turcos invadieron el Imperio Romano de Oriente, adoptaron y desarrollaron esta característica en sus baños o hammam.

## Fuente
Este artículo incorpora texto de una publicación sin restricciones conocidas de derecho de autor:  Varios autores (1910-1911). «Encyclopædia Britannica».  En Chisholm, Hugh, ed. Encyclopædia Britannica. A Dictionary of Arts, Sciences, Literature, and General information (en inglés) (11.ª edición). Encyclopædia Britannica, Inc.; actualmente en dominio público.

- Datos: Q914762